# Oligoplites
Oligoplites is een geslacht van straalvinnige vissen uit de familie van horsmakrelen (Carangidae). Het geslacht is voor het eerst wetenschappelijk beschreven in 1863 door Gill.

## Soorten
- Oligoplites altus (Günther, 1868)
- Oligoplites palometa (Cuvier, 1832)
- Oligoplites refulgens (Gilbert & Starks, 1904)
- Oligoplites saliens (Bloch, 1793)
- Oligoplites saurus (Bloch & Schneider, 1801)